# 努瓦图
努瓦图（法語：Nouvoitou，法語發音：[nuvwatu]）是法国伊勒-维莱讷省的一个市镇，位于该省中南部，属于雷恩区和雷恩都会区，其市镇面积为18.93平方公里，2022年1月1日时人口数量为3732人。
努瓦图是雷恩都会区的组成部分，位于雷恩市区东南大约15公里。

## 行政
努瓦图的邮政编码为35410，INSEE市镇编码为35204。

## 地理

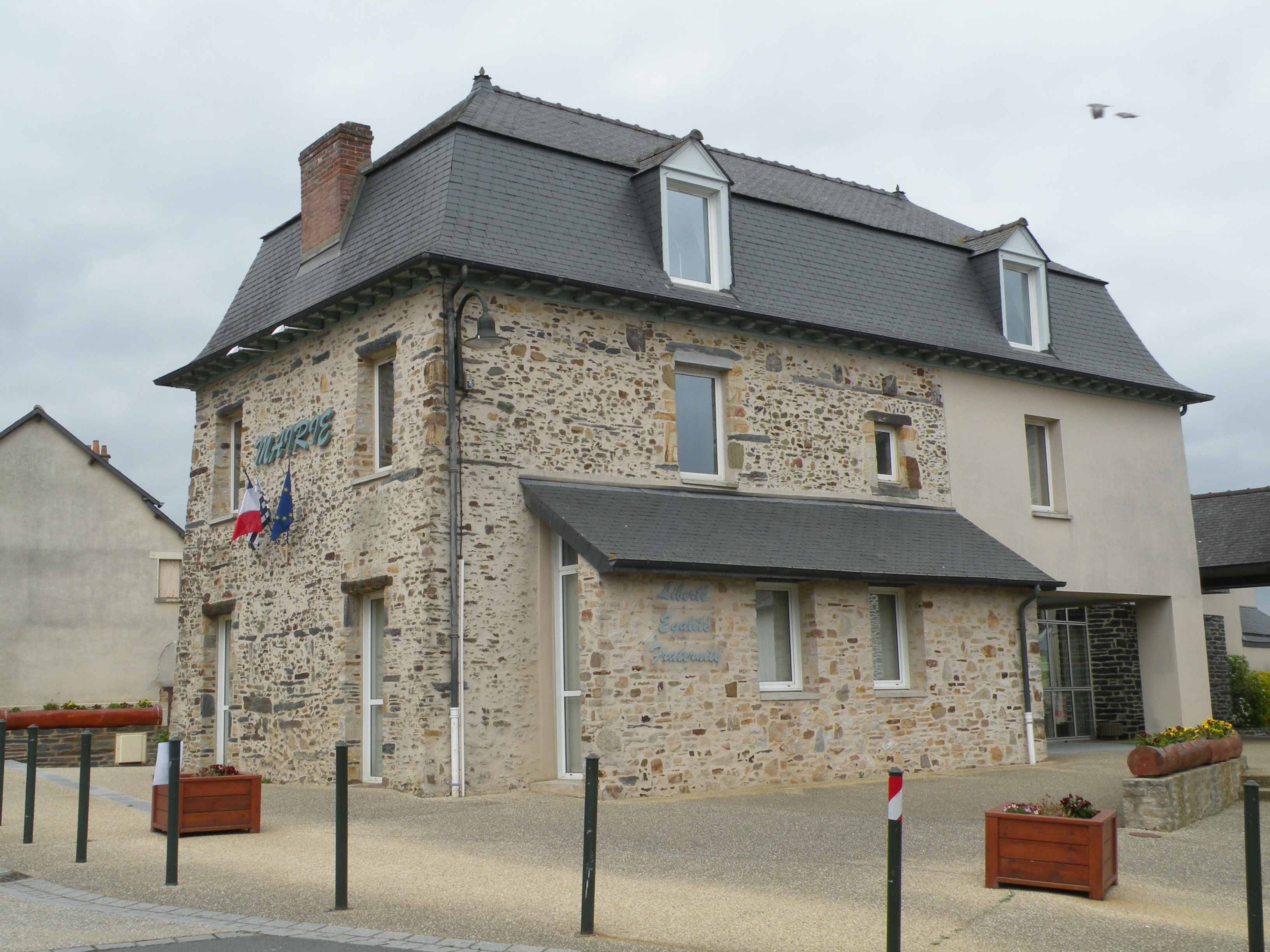
努瓦图市政厅

努瓦图（48°2'26"N, 1°32'45"W）位于法国西北部，布列塔尼大区东部和伊勒-维莱讷省中南部，距离省会雷恩大约15公里。
与努瓦图接壤的市镇包括：栋卢、阿芒利斯、科尔尼、圣阿梅尔、塞什河畔韦恩、沙托日龙。
努瓦图境内地势平坦，海拔在22至75米之间。
塞什河自东向西流经努瓦图境内南部。
按照柯本气候分类法，努瓦图属于较为典型的温带海洋性气候，全年温差较小，降水分布均匀。

## 交通
伊勒-维莱讷省省道D34线、D39线和D101线经过努瓦图境内。雷恩公交75路经过努瓦图境内并设有站点。

## 政治
现任努瓦图市长为让-马克·勒加尼厄先生（Jean-Marc Legagneur），他是社会党的一名成员。

## 人口
| 年份   | 1936  | 1946  | 1954  | 1962  | 1968  | 1975  | 1982  | 1990  | 1999  | 2006  | 2007  | 2012  | 2018  |
| ------ | ----- | ----- | ----- | ----- | ----- | ----- | ----- | ----- | ----- | ----- | ----- | ----- | ----- |
| 人口數 | 1,193 | 1,209 | 1,208 | 1,169 | 1,125 | 1,157 | 1,615 | 2,348 | 2,556 | 2,904 | 2,953 | 2,842 | 3,173 |

## 历史遗迹
努瓦图公墓十字架为法国国家文物保护单位。